# Volta da Serra
Volta da Serra é um povoado do município brasileiro de Paratinga, no interior do estado da Bahia.
Um dos maiores e principais povoados do município, localiza-se às margens da rodovia BA-160. Segundo a pesquisa SEI - Povoados da Bahia, feita entre 1980 e 2000, a população do povoado era de 471 habitantes e 112 domicílios.
Por se localizar às margens de uma rodovia estadual, acidentes graves e mortes são frequentes na região.